# Oxyna parietina
Oxyna parietina är en tvåvingeart som först beskrevs av Carl von Linné 1758.  Oxyna parietina ingår i släktet Oxyna och familjen borrflugor.
Artens utbredningsområde täcker främst norra Europa, den har hittats från de Brittiska öarna i väst, Finland i norr, Frankrike och Bulgarien i syd till Kazakstan i öster. Arten är reproducerande i Sverige.